# Evangelisch-lutherische Stadtpfarrkirche (Vohenstrauß)

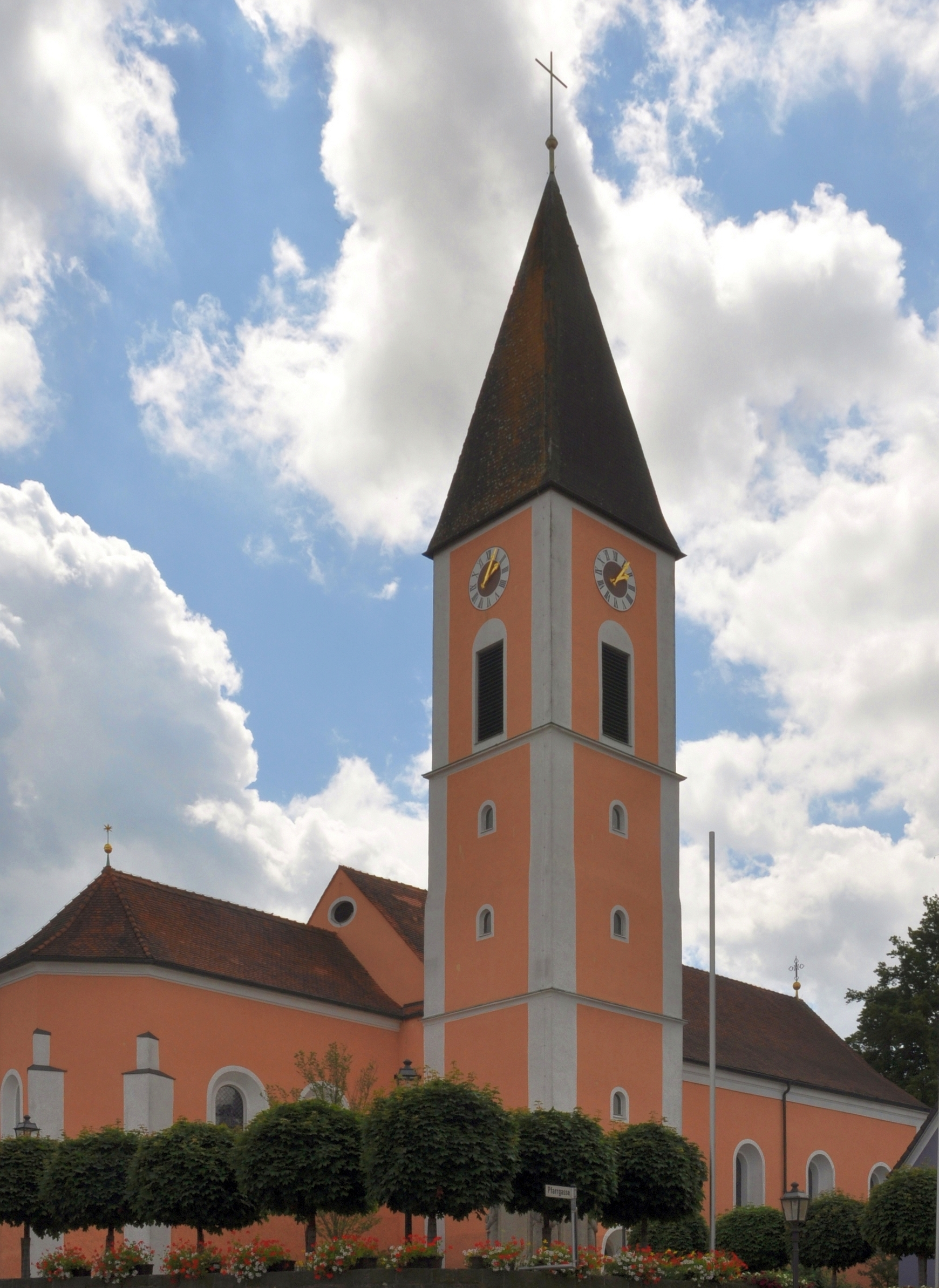
Evangelisch-lutherische Stadtpfarrkirche Vohenstrauß

Die evangelisch-lutherische Stadtpfarrkirche ist eine Pfarrkirche in der oberpfälzischen Stadt Vohenstrauß im evangelisch-lutherischen Dekanat Weiden.

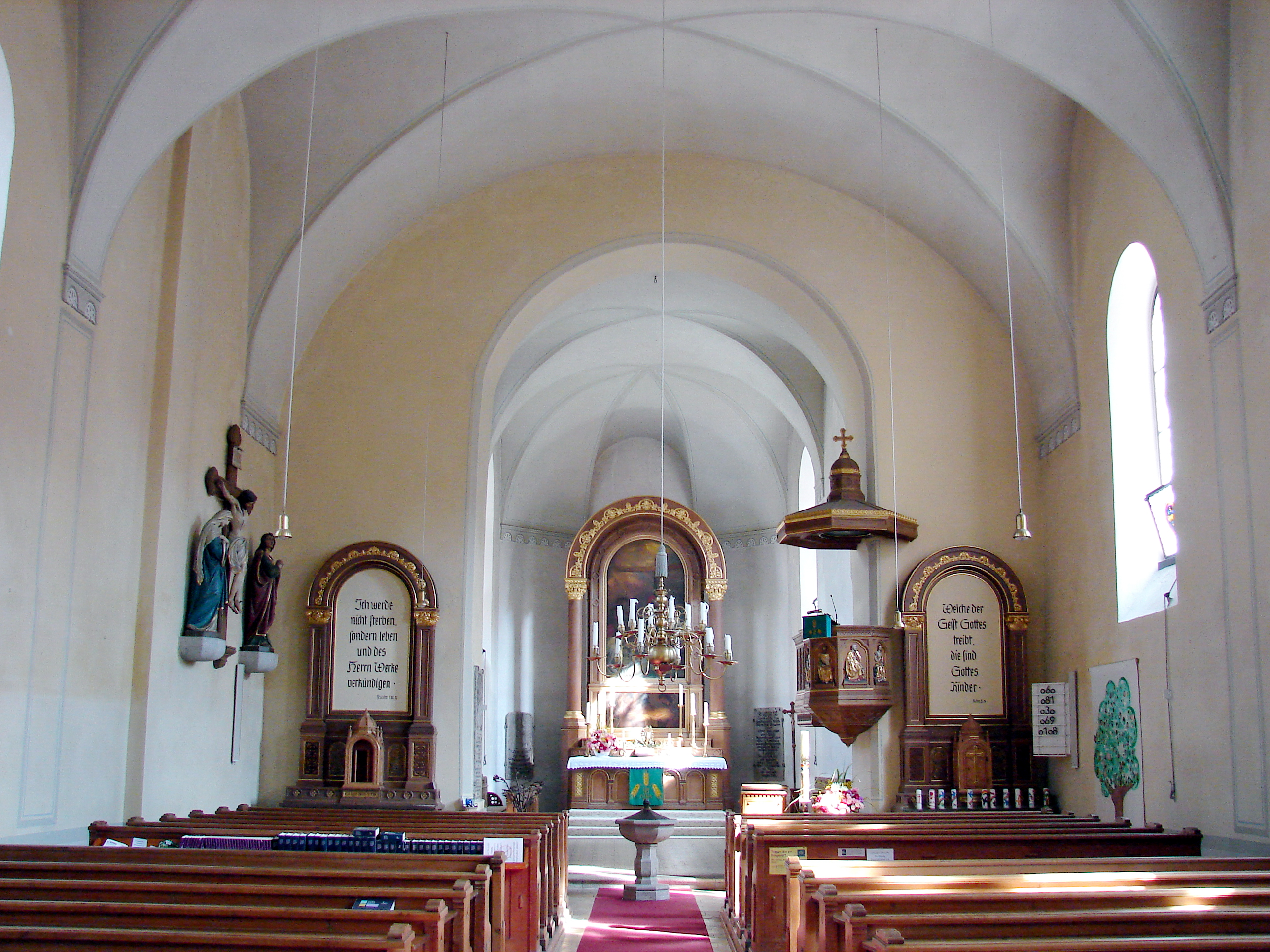
Evangelische Stadtpfarrkirche Vohenstrauß: Innenraum

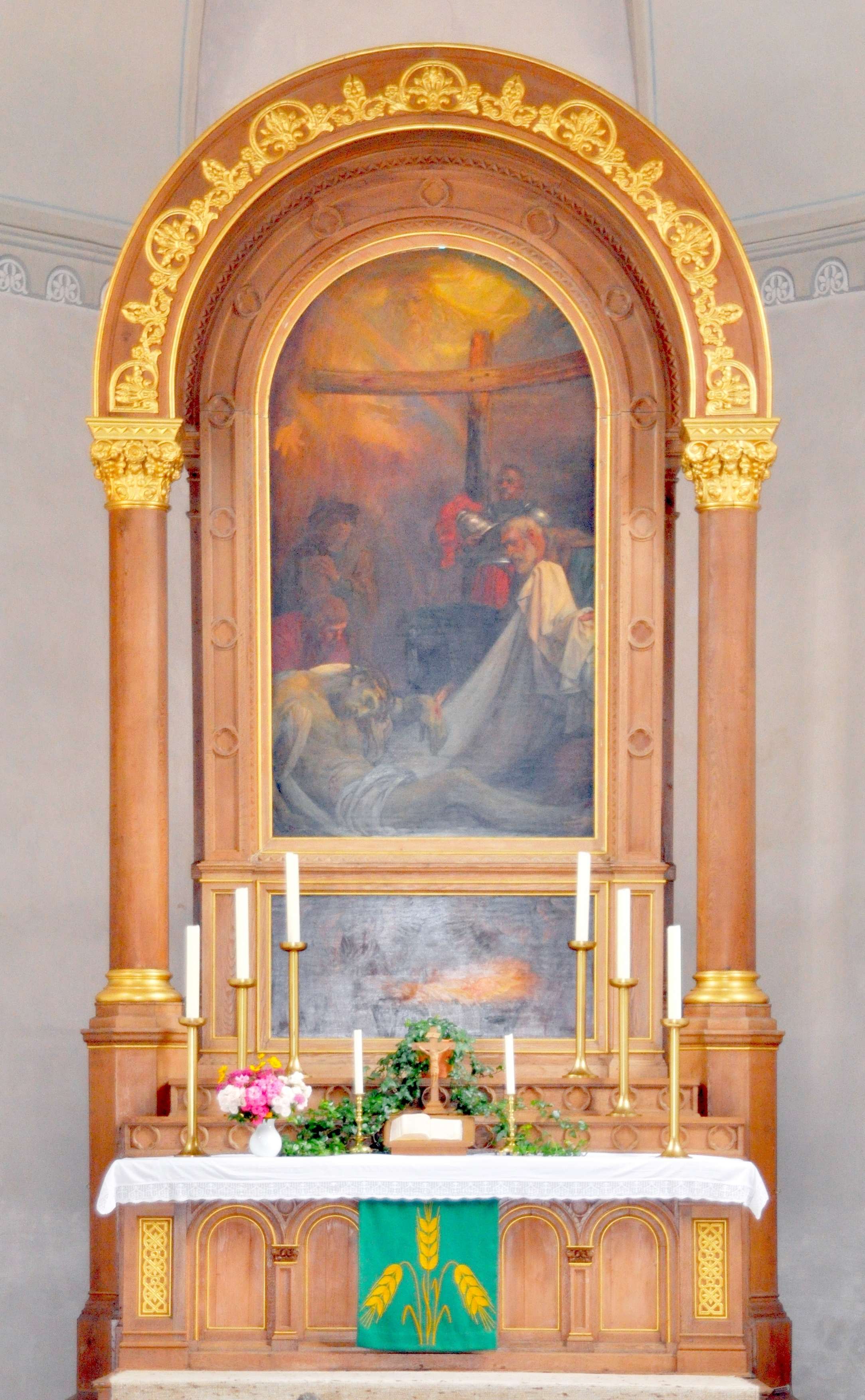
Hauptaltar der Evangelischen Stadtpfarrkirche Vohenstrauß

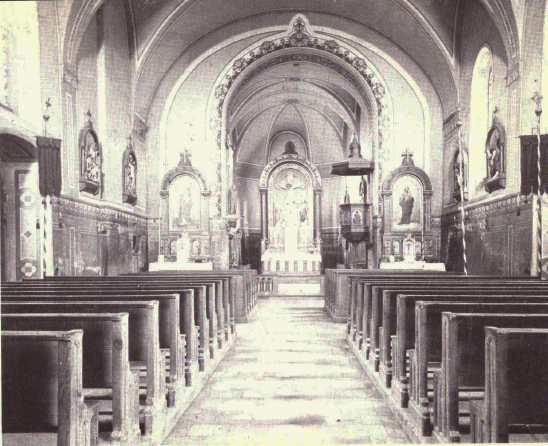
Innenansicht der Evangelischen Stadtpfarrkirche (vor 1929)

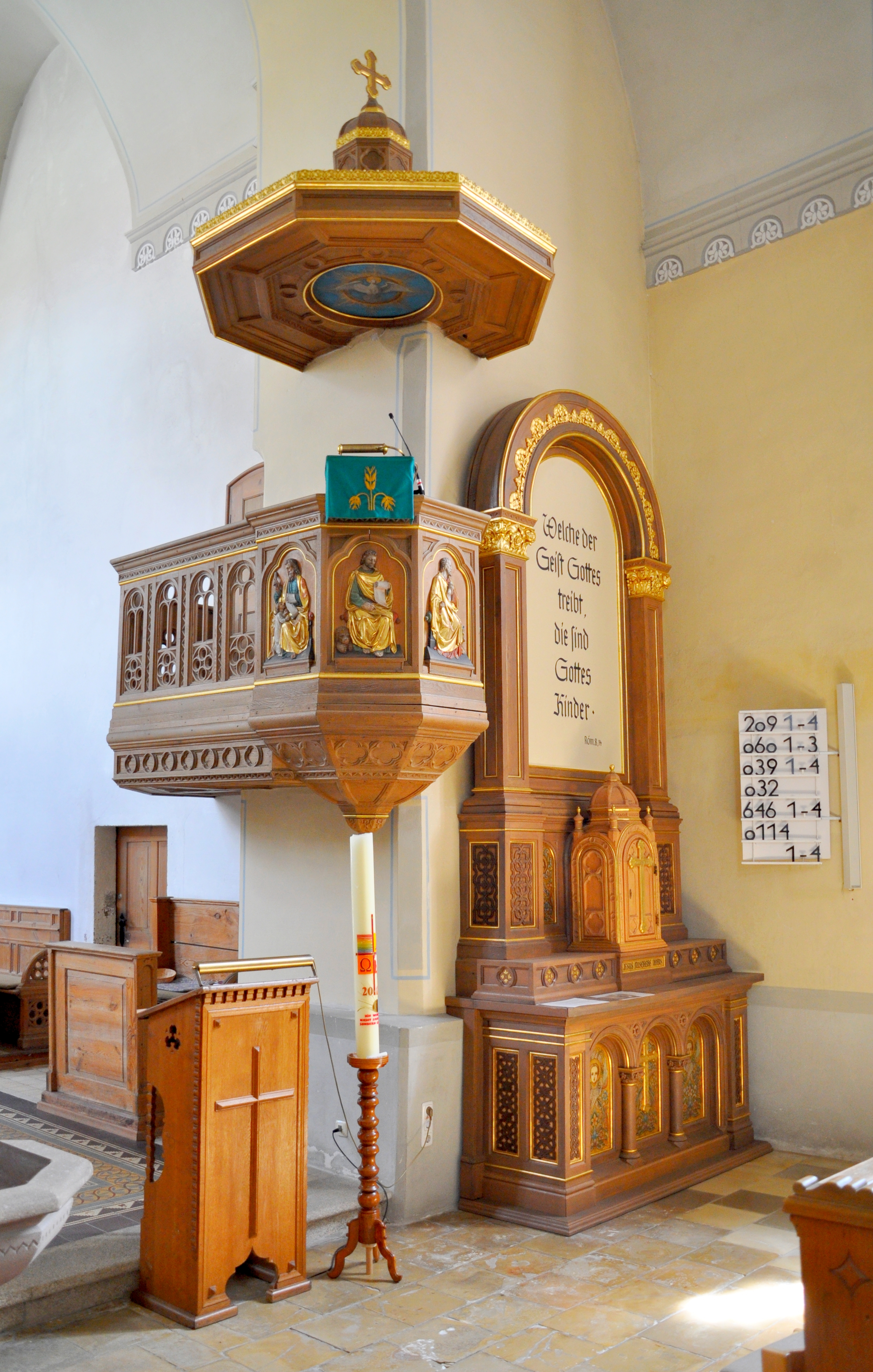
Kanzel und rechter Seitenaltar der Evangelischen Stadtpfarrkirche Vohenstrauß

## Geschichte
Die Kirche, ursprünglich geweiht Unserer Lieben Frau, ist urkundlich seit 1417 nachweisbar. Sie gehörte als Filialkirche zur Pfarrei Altenstadt bei Vohenstrauß. Nach Einführung der Reformation in Vohenstrauß durch Herzog Ottheinrich von Pfalz-Neuburg im Jahr 1542 wurde die ursprünglich römisch-katholische Kirche ab 1555 Amtssitz eines evangelisch-lutherischen Pfarrers und 1596 Sitz einer Superintendur. Nach einer kurzen Phase der Rekatholisierung während der Gegenreformation (ab 1627) im Dreißigjährigen Krieg wurde die Kirche 1649 erneut protestantisch (Confessio Augustana). Von 1652, eingeführt durch Pfalzgraf Christian August, bis 1928 war die Kirche dann eine Simultankirche. Nach Auflösung des Simultaneums durch den Bau der katholischen Stadtpfarrkirche Mariä Unbefleckte Empfängnis in Vohenstrauß wurde die Stadtpfarrkirche am 8. Oktober 1928 alleiniger Besitz der evangelischen Gemeinde.

## Kirchengebäude
Pfalzgraf Friedrich ließ 1594 die Kirche einwölben und steinerne Seitenemporen einbauen. 1595 kaufte er ein Positif, d. h. eine kleine Orgel, die auf die beim Chor angebaute Empore gesetzt wurde. Zusammen mit seiner Frau, Katharina Sophia von Liegnitz, stiftete er ein Altargemälde, Kelche, Altartücher u. a. m. Ein spätgotischer Abendmahlkelch wird heute noch in dem evangelischen Pfarrhof verwahrt.
Nach dem Marktbrand von 1763 wurde das Langhaus der Kirche verlängert. Der Innenraum erhielt ein Lattengewölbe, aber die Seitenemporen wurden nicht mehr aufgebaut. Der Turm wurde auf den Mauerresten wieder errichtet und bekam eine Kuppel. Dieses Kirchengebäude ist erneut 1839 abgebrannt. Beim Wiederaufbau erhielt die Kirche 1845 ihre heutige äußere Gestalt. Die Arbeiten wurden 1843/44 von dem Maurermeister Kiener aus Nabburg ausgeführt. Er erweiterte den Bau um ein weiteres Joch nach Westen und an dessen Innenseite entstanden zwei übereinander liegende Emporen. Der Turm erhielt ein Spitzhelmdach. Die neu errichtete Kirche wurde von Geistlichen beider Konfessionen geweiht. 1960 wurde das alte Turmdach abgerissen und durch ein einfaches Zeltdach ersetzt. Im Kircheninneren und an der Außenseite befinden sich mehrere Epitaphien. Die letzte Renovierung erfolgte 1988.

## Innenausstattung
Die Innenausstattung nach dem Brand von 1839 (Kanzel 1844, Hochaltar und Seitenaltäre 1845) hatte der Fürther Kunstschreiner Johannes Paulus Haas angefertigt. 1888/89 wurde die Innenausstattung im neuromanischen Stil umgestaltet. Ausgeführt wurden die Arbeiten von der Mayer’schen Königlichen Hof-Kunstanstalt München. Der Altar wurde in Eichenholz ausgeführt. Nach Auflösung des Simultaneums 1928 wurden die beiden Seitenaltäre und die Beichtstühle in die neue katholische Kirche verbracht. Wegen der Liturgiereform wurden sie aber dort nicht aufgestellt, sondern im Dachboden des Pfarrhofes verwahrt. Auch der Kreuzweg, gemalt von dem Neustädter Maler Thaddäus Rabusky, wurde entfernt und der katholischen Kirchengemeinde überlassen.
Die beiden heutigen Hochaltargemälde, Krippe und Kreuzabnahme, sind 1938 von Rudolf Schäfer angefertigt worden. Aus dem Jahr 1932 stammt der aus Sandstein und Granit gemeißelte Taufstein, der das Taufbecken von 1845 ersetzt hat.
2003 wurden die alten Seitenaltäre zum Verkauf öffentlich ausgeschrieben; die evangelische Gemeinde konnte sie aber unentgeltlich erwerben und ließ sie teilweise wieder aufstellen.

## Orgel

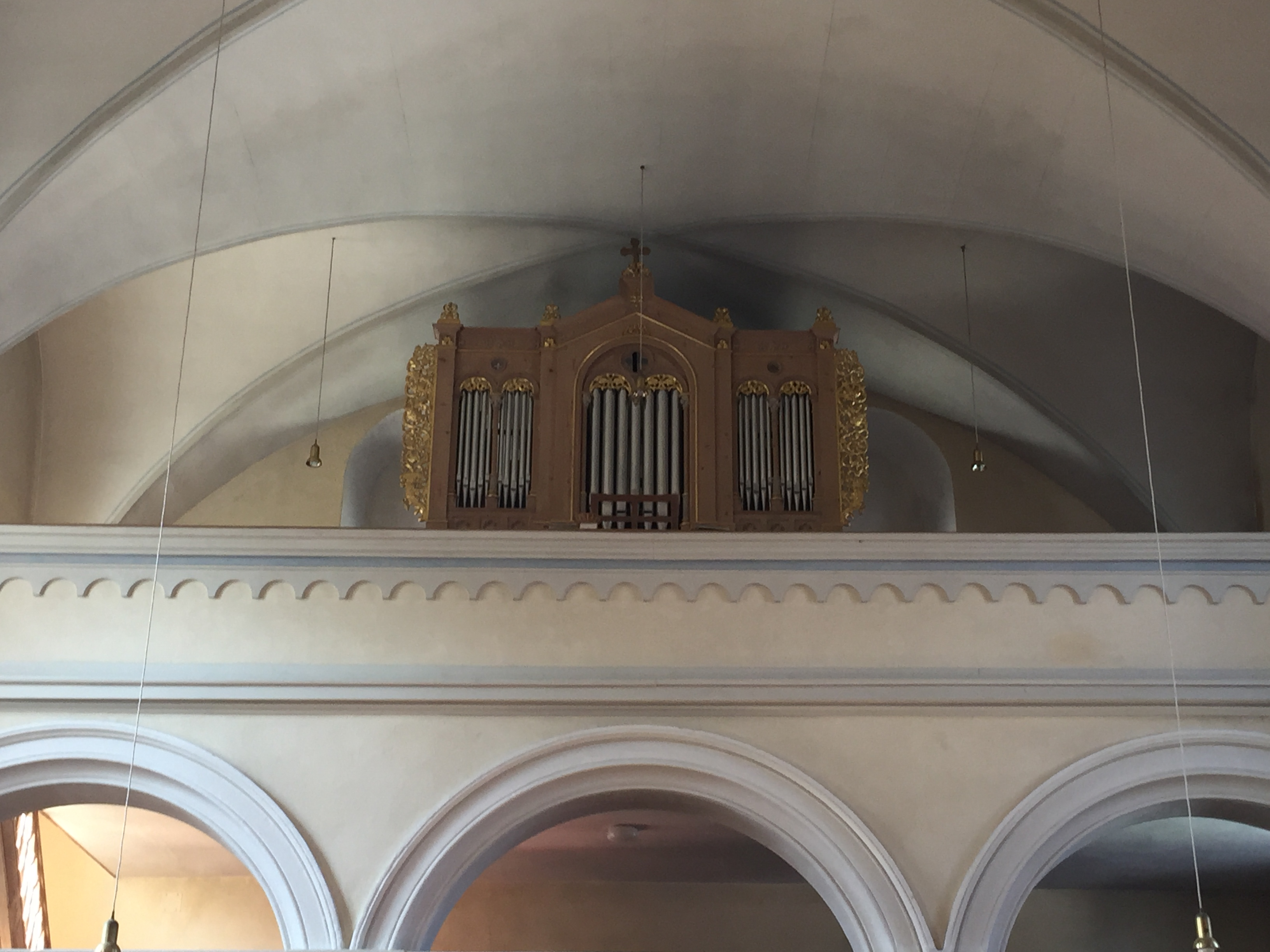
Die Orgel

Im Jahr 1888 wurde die Orgel von 1845 der Orgelbauerfamilie Bittner aus Nürnberg durch die heutige zweimanualige Orgel mit 17 klingenden Registern von der Firma Steinmeyer aus Oettingen ersetzt; das alte Werk wurde zum Ausschlachten in Zahlung genommen. 1988 erfolgte durch die Firma Otto Hoffmann aus Ostheim vor der Rhön eine neue Intonierung und Generalüberholung des Instruments.

## Glocken
Vom ursprünglichen dreistimmigen Geläut der Fa. Heinz aus Bayreuth wurden die kleine und große Glocke im Zweiten Weltkrieg eingeschmolzen. Erhalten blieb die mittlere Glocke, welche sich heute mit drei weiteren Glocken im Kirchturm befindet.
| Nr. | Gussjahr | Gießer, Gussort                          | Inschrift                                              | Schlagton |
| 1   | 1952     | Glocken- und Kunstgießerei Rincker, Sinn | Siehe, ich bin bei Euch alle Tage                      | fis1      |
| 2   | 1845     | Fa. Heinz, Bayreuth                      | Friede auf Erden                                       | a1        |
| 3   | 1952     | Glocken- und Kunstgießerei Rincker, Sinn | Land, Land, Land, höre des Herren Wort                 | h1        |
| 4   | 1952     | Glocken- und Kunstgießerei Rincker, Sinn | Freuet Euch, daß Eure Namen geschrieben sind im Himmel | d2        |